# 홍아란
홍아란(1992년 4월 2일 ~ )은 대한민국의 전 농구 선수이다.

## 경력
2010년 11월에 열린 2011 WKBL 신입선수 선발회에서 2라운드 3순위 (전체 9순위)로 천안 KB 세이버스의 지명을 받아 입단했다. 2라운드 출신의 선수임에도 엄청난 발전을 보이며 2013 시즌 MIP상을 수상하였으며 2014시즌에는 팀의 주전가드로 자리매김하였다. 2014년에는 2진 국가대표로 세계선수권에 출전, 팀의 주전 슈팅 가드로서 자신의 기량을 유감없이 뽐냈다. 세계선수권을 통해 발전한 홍아란은 2014~15시즌 리그 베스트 5에 올랐고 자유투 부문 1위상을 수상하였으며 아시아 선수권 1군 국가대표에 당당히 이름을 올렸다. 그러나 2015~2016 시즌에는 부상과 슬럼프에 빠지며 부진한 시즌을 보냈고, 부상으로 국가대표팀에도 차출되지 못했다.
2016-17 시즌 도중이었던 2017년 1월 4일에 팀을 떠나며 임의탈퇴 공시되었다. 이후에는 농구계를 완전히 떠나며 사실상 은퇴했다.
현역 시절 별명으로는 "청주 아이유"가 있다.

## 은퇴 이후
필라테스 강사를 하고 있다.

## 출신 학교
- 삼천포초등학교
- 삼천포여자중학교
- 삼천포여자고등학교

## 수상
- WKBL 베스트 5: 2015
- WKBL 2점 야투상: 2015
- WKBL 자유투상: 2015